# 12 saker jag lovat att göra
12 saker jag lovat att göra är Magnus Johanssons andra album, som släppes 1992.

## Låtlista
| Nr           | Titel                                    | Längd |
| ------------ | ---------------------------------------- | ----- |
| 1.           | Här kommer morgonen                      | 4:09  |
| 2.           | Lova att väntar i gathörnet på mej       | 3:20  |
| 3.           | När det börjat regna in hos dig          | 4:37  |
| 4.           | Alla pratar om dej                       | 4:37  |
| 5.           | Hon kommer hem                           | 6:50  |
| 6.           | Om jag hade en sparbanksbok              | 3:13  |
| 7.           | Budbäraren                               | 4:38  |
| 8.           | Är det nån som har sett min syster?      | 4:18  |
| 9.           | Dagen då fulheten kom till stan          | 6:09  |
| 10.          | Jag drömde inatt att du gick bredvid mej | 5:41  |
| 11.          | Alla pratar om dej (repris)              | 0:56  |
| 12.          | Lyktmakargränd                           | 4:36  |
| 13.          | 27 saker som jag lovar att göra          | 3:29  |
| 14.          | Ack värmeland du sköna                   | 2:24  |
| Total längd: | Total längd:                             | 58:57 |

## Listplaceringar
| Lista (1992) | Topplacering |
| ------------ | ------------ |
| Sverige      | 11           |

### Fotnoter
1. ↑  ”12 saker jag lovat att göra”. Swedishcharts. 28 februari 1992. http://www.swedishcharts.com/showitem.asp?interpret=Magnus+Johansson&titel=12+saker+som+jag+lovat+att+g%F6ra&cat=a. Läst 7 januari 2015.